# Суперкубок Ізраїлю з футболу 1977
Суперкубок Ізраїлю з футболу 1977 — 7-й розіграш турніру (12-й, включаючи неофіційні розіграші). Матч відбувся 1 жовтня 1977 року між чемпіоном і володарем кубка Ізраїлю клубом Маккабі (Тель-Авів) та віце-чемпіоном Ізраїлю клубом Маккабі (Яффа).
| Володар Суперкубка Ізраїлю 1977  |
| -------------------------------- |
|                                  |
| Маккабі (Тель-Авів) Третій титул |

## Матч

### Деталі
| 1 жовтня 1977 |

| Маккабі (Тель-Авів)            | 3:2 | Маккабі (Яффа)       |
| ------------------------------ | --- | -------------------- |
| Перец 46' Леон 49' (аг) Оз 64' |     | Трабес 27' Онана 29' |

| Блумфілд, Тель-Авів Глядачів: 8 000 Арбітр: Авраам Клейн |

|  |  |

| В                |  | Йосеф Сурінов     |  |                  |
| З                |  | Менахем Белло (к) |  |                  |
| З                |  | Аві Єрушалмі      |  |                  |
| З                |  | Єгуда Лінкер      |  |                  |
| З                |  | Алон Каплан       |  |                  |
| ПЗ               |  | Єгуда Гаргір      |  |                  |
| ПЗ               |  | Ярон Оз           |  |                  |
| ПЗ               |  | Моше Швейцер      |  | Замінений        |
| Н                |  | Бенні Табак       |  |                  |
| Н                |  | Вікі Перец        |  |                  |
| Н                |  | Мізрахі           |  |                  |
| Заміни:          |  |                   |  |                  |
| ПЗ               |  | Авраам Леві       |  | Вийшов на заміну |
| Головний тренер: |  |                   |  |                  |
| Шмулік Перлман   |  |                   |  |                  |

| В                |  | Херцель Кабіліо     |  |                  |
| З                |  | Ісраель Даніель     |  |                  |
| З                |  | Мешулам Сілберстейн |  | Замінений        |
| З                |  | Моше Леон           |  |                  |
| З                |  | Йосеф Садріна       |  |                  |
| ПЗ               |  | Шимон Лоок          |  | Замінений        |
| ПЗ               |  | Альберт Леві        |  |                  |
| ПЗ               |  | Елі Щехтер          |  |                  |
| Н                |  | Шмуель Трабес       |  |                  |
| Н                |  | Моше Онана          |  |                  |
| Н                |  | Авраам Ароеті       |  |                  |
| Заміни:          |  |                     |  |                  |
| З                |  | Моні Нініо          |  | Вийшов на заміну |
| ПЗ               |  | Ісраель Шокіан      |  | Вийшов на заміну |
| Головний тренер: |  |                     |  |                  |
| Шмуель Леві      |  |                     |  |                  |